# John Jenkins (kompozytor)
John Jenkins (ur. 1592 w Maidstone, zm. 27 października 1678 w Kimberley w hrabstwie Norfolk) – angielski kompozytor.

## Życiorys
Był synem stolarza, Henry’ego Jenkinsa. O jego życiu niewiele wiadomo. Grał na liro-wioli i udzielał prywatnie lekcji muzyki. Pozbawiony zajęcia w okresie rządów Cromwella przebywał na wsi. Po restauracji monarchii w 1660 roku został zatrudniony jako teorbista na dworze królewskim. Pod koniec życia przebywał w zamku sir Philipa Wodehouse’a w Kimberley.
Skomponował przeszło 800 utworów instrumentalnych: fantazje, fantazje-suity, arie i utwory solowe, był też autorem kilku dzieł wokalnych o charakterze religijnym i świeckim. Należał do czołowych przedstawicieli ówczesnej angielskiej muzyki kameralnej na zespoły viol i skrzypiec. Przyczynił się do unowocześnienia stylu i obsady instrumentalnej fantazji, ożywiając melodykę poprzez uproszczenie środków polifonicznych i wprowadzając głosy skrzypcowe.